# La Jaudonnière
La Jaudonnière település Franciaországban, Vendée megyében. Lakosainak száma 647 fő (2022. január 1.). La Jaudonnière Bazoges-en-Pareds, La Caillère-Saint-Hilaire, Chantonnay és Saint-Juire-Champgillon községekkel határos.

## Népesség
A település népességének változása:
| Lakosok száma | 622  | 621  | 624  | 606  | 602  | 600  | 600  | 623  | 647  |
|               | 2013 | 2015 | 2016 | 2017 | 2018 | 2019 | 2020 | 2021 | 2022 |